# Action en passation de titre
En droit québécois, une action en passation de titre est un recours juridique accessible à « une victime d’un vendeur ou d’un acheteur qui, à la suite d'une promesse d’achat ou de vente à laquelle celui-ci s’est engagé, refuse de conclure la transaction ». Elle est régie par l'article 1712 du Code civil du Québec.